# RADIOSS
RADIOSS est un logiciel de simulation par éléments finis. Il est développé par la société Altair Engineering.

## Historique
Lors de sa création par l'entreprise Mecalog Group, RADIOSS est un logiciel de simulation de collision (dynamique rapide). Lors du rachat de Mecalog par Altair Engineering en 2006, RADIOSS intègre la suite de produits Hyperworks. Les solutions de calcul par éléments finis d'Altair y sont intégrées.
Le 8 septembre 2022, Altair annonce la disponibilité du logiciel en open source sous le nom d'OpenRadioss (sous licence GNU Affero GPL).

## Caractéristiques
RADIOSS  permet de résoudre des problèmes de simulation numérique dans les domaines suivants :
- Domaine linéaire : analyse statiques, analyse modale, flambage, réponse en fréquence directe ou modale, réponse transitoire directe ou modale et réponse aléatoire[4].
- Domaine non-linéaire :  crash, sécurité des transports (airbag, mannequins de crash…), procédés de mise en forme, drop tests, impact moyennes et hautes vitesses, explosion, FSI[5],….
- Problèmes multi-corps[6]
- Interaction fluide-structure[6]